# Rex Maxon
Rex Hayden Maxon (* 24. März 1892 in Lincoln, Nebraska; † 25. November 1973 in den Vereinigten Staaten) war ein US-amerikanischer Comiczeichner.

## Leben
Maxon studierte Kunst in St. Louis und übersiedelte 1917 nach New York, wo er für mehrere Zeitungen, darunter The Evening World, The Globe und The Evening Mail, zeichnete. Im Jahr 1929 übernahm er den bis dahin von Hal Foster gezeichneten daily strip Tarzan, den er bis auf eine Unterbrechung in den Jahren 1937 und 1938 bis zum Jahr 1947 fortführte und dessen Sonntagsseite er von März bis September 1931 ebenfalls zeichnete. In den Jahren 1952 bis 1971 zeichnete Maxon vor allem Western-Comics. In Zusammenarbeit mit Matt Murphy entstand 1954 die Steinzeitserie Turok, die, verlegt vom Bildschriftenverlag, von 1967 bis 1970 auch im deutschsprachigen Raum erschien. Maxon starb 1973 in den Vereinigten Staaten, nachdem er wenige Jahre zuvor nach London gezogen war, um sich der Malerei zu widmen.